# CHC-Gruppe

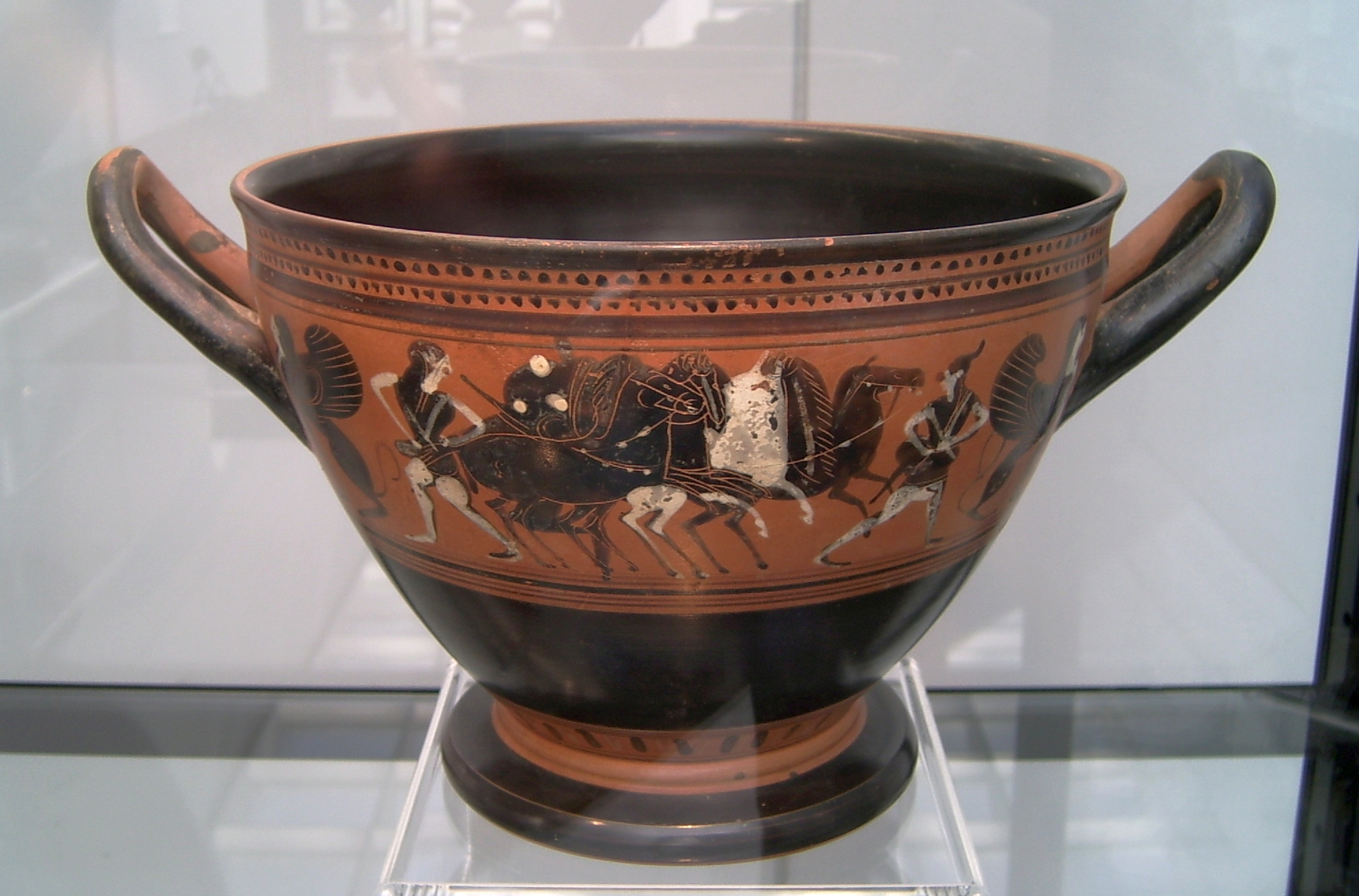
Das umlaufende Bild zeigt ein nach vorne wendendes Viergespann, Amazonen und Sphingen, um 500 v. Chr., heute in den Staatlichen Antikensammlungen München

Als CHC-Gruppe wird eine Gruppe attischer Vasenmaler bezeichnet, die im schwarzfigurigen Stil im frühen 5. Jahrhundert v. Chr. tätig waren.
Die Maler der CHC-Gruppe fügten ihre Figuren – meist fahrende Wagen oder Liebeswerbungen – in schmale Bänder ein. Ihren Notnamen hat die Gruppe nach den englischen Anfangsbuchstaben für die Bezeichnungen ihrer Bildthemen: Chariot und Courting. Bildträger waren für sie Skyphoi. Die Gruppe zeigt qualitativ hochwertigere Bilder als zeitgleiche und vergleichbare Maler, Gruppen und Klassen, etwa die Leafless-Gruppe oder die Haimon-Gruppe. Die CHC-Gruppe ist eng mit der Pistias-Klasse verbunden.